# علي موسى الكعبي
علي موسى الكعبي كاتب ومحقق في التراث الإسلامي، ولد في محافظة ميسان - العراق، سنة 1955. يعمل مدرساً في كلية التربية جامعة ميسان قسم اللغة العربية، ترجم له الحاج حسين الشاكري في كتابه ذكرياتي ج 6 ص 226، وكاظم عبود الفتلاوي في معجم المحققين العراقيين : ص 115.

## المؤهلات العلمية
ماجستير لغة عربية، من كلية الآداب جامعة البصرة نحو عربي، ودكتوراه لغة ونحو من الكلية نفسها.

## الآثار العلمية
انجز عشرات الأعمال التحقيقية التي تعنى بالسيرة والتاريخ والعقائد، وله مؤلفات وبحوث عديدة منشورة؛ من كتبه المطبوعة: مواقف النفري/دراسة في التراكيب ودلالاتها. الأمثال في الحديث الشريف/ أقسامها ودلالاتها.الشواهد الشعرية في كتب الحديث الأربعة. معالم الإصلاح عند أهل البيت(عليهم السلام). وموضح أسرار النحو/ للفاضل الهندي(ت1137هـ)/ تحقيق ودراسة.
رابط موقعه:
https://sites.google.com/site/dralikabi/
وله ترجمة وافية على:
http://www.alnoor.se/article.asp?id=244436
http://www.nokhbaa.com/news/popup.php?action=printnews&id=3757